# Luchthaven Brno-Tuřany
Luchthaven Brno-Tuřany is een Tsjechische luchthaven die zich ongeveer 7 kilometer ten zuidoosten van Brno bevindt. De luchthaven werd aangelegd in de jaren vijftig en is vanaf toen vrijwel de gehele tijd gebruikt voor passagiersvluchten. Een uitzondering hierop vormen de jaren tachtig, toen (tot de val van het communisme in Oost-Europa) de Tsjecho-Slowaakse luchtmacht nagenoeg alleengebruiker was. 
Sinds 16 december 2011 verzorgt Wizz Air vluchten tussen Brno en Eindhoven. BMI Regional vloog van en naar Rotterdam.